# Egling
Egling est un village de Bavière (Allemagne), situé dans l'arrondissement de Bad Tölz-Wolfratshausen, dans le district de Haute-Bavière.